# جرج نلفی
جرج نلفی (انگلیسی: George Nolfi) یک کارگردان فیلم، فیلم‌نامه‌نویس و تهیه‌کننده اهل آمریکا است.
آثار نلفی به عنوان ترکیبی از ژانرها و به کارگیری لحن‌های مختلف از جدی گرفته تا کمدی شناخته شده است. داستان‌های او اغلب قهرمانانی دارند که در کاری که انجام می‌دهند استثنایی هستند. لمس موضوعات اصلی فلسفه، شرایط انسانی یا سیاست جهانی؛ و نوعی تفسیر اجتماعی را منتقل می‌کند.

## فیلم‌شناسی
| سال  | عنوان           | کارگردان فیلم | فیلم‌نامه‌نویس | تهیه‌کننده فیلم | توضیحات |
| ---- | --------------- | ------------- | ------------ | -------------- | ------- |
| ۲۰۰۳ | خط زمان         | نه            | آری          | نه             |         |
| ۲۰۰۴ | دوازده یار اوشن | نه            | آری          | نه             |         |
| ۲۰۰۶ | سنتینل          | نه            | آری          | آری            |         |
| ۲۰۰۷ | اولتیماتوم بورن | نه            | آری          | نه             |         |
| ۲۰۱۱ | اداره تعدیل     | آری           | آری          | آری            |         |
| ۲۰۱۶ | تولد یک اژدها   | آری           | نه           | نه             |         |
| ۲۰۱۶ | شبح‌وار          | نه            | آری          | نه             |         |
| ۲۰۲۰ | بانکدار         | آری           | آری          | آری            |         |
| ۲۰۲۴ | ارتفاع          | آری           | نه           | آری            |         |